# Peter Fassbaender
Peter Fassbaender (Aquisgrà, Westfàlia, 28 de gener de 1869 – Zúric, Suïssa, 27 de febrer de 1920) fou un compositor alemany.
Deixeble de Jensen, Wüllner i Seiss al Conservatori de Colònia, dirigí la societat coral Harmonie i la Simfonica de Saarbrücken, i el 1895 fou nomenat director dels Concerts Simfònics i de l'Escola de Música de Lucerna. El 1911 es feu càrrec de la direcció de la societat coral Harmonie de Zuric. La seva filla Edwigis fou una notable violinista.

## Obra
- Vuit Simfonies.
- Tres Concerts, per a piano.
- Dos Concerts, per a violí.
- Un Concert, per a violoncel.
- Sonates per a violí sol, i per a violí i piano
- Tres Quartets, de corda.
- Peces per a piano i lieder.
- Dues Misses,
- Quatre òperes.
- I nombroses obres per a cor.